# José de Santo António Vilaça
Frei José de Santo António Ferreira Vilaça foi um escultor beneditino do século XVIII.
Frei José de Santo António Ferreira Vilaça nasceu em Braga a 18 de Dezembro de 1731, tendo dedicado grande parte da sua vida ao embelezamento de igrejas beneditinas das dioceses de Braga e Porto.
A vastíssima produção artística de José Ferreira Vilaça teve início em 1758, ano em que tomou hábito de São Bento no Mosteiro de Tibães, templo onde, um ano antes, juntamente com seu pai, conhecido carpinteiro, começou a trabalhar no retábulo da capela-mor.
Frei José de Santo António Ferreira Vilaça, embora projectasse as plantas de vários edifícios religiosos e executasse uma quantidade de estátuas, sempre se distinguiu como entalhador decorativo. Desenhou e levou a cabo frequentemente inúmeros retábulos, púlpitos, sanefas, enquadramentos de portas e janelas, caixas de órgãos e cadeiras, assim como bancos, credências e cadeiras-de-braços da maior originalidade.
Se bem que não existam documentos indiciadores disso mesmo, tudo indica que o monge era o principal discípulo de André Soares, sob orientação de quem trabalhou na capela-mor de Tibães.
O monge-entalhador deixou Tibães no Verão de 1764 para se estabelecer em Refojos — Cabeceiras de Basto, onde os beneditinos terminavam uma grandiosa igreja para o seu Mosteiro de São Miguel. Aqui, e pelo espaço dos cinco anos imediatos, Frei José desenhou toda a talha, inclusive um retábulo para a capela-mor, baseada nitidamente no de Tibães, e um cadeiral de verdadeira monumentalidade, que nunca chegou a ser dourado.
Em 1770 foi enviado para o Mosteiro de Pombeiro (Felgueiras), desta vez para ajudar a modernizar um templo românico, tarefa gigantesca que levou duas décadas.
Durante muito tempo manteve um diário, chamado "Livro de Rezam", no qual anotava, triénio por triénio, a necrologia beneditina. Incluiu também neste manuscrito elementos biográficos juntamente com uma longa lista de trabalhos nos mosteiros de Tibães, Refojos de Basto, Pombeiro, Pendurada, Miranda, Paço de Sousa, Santo Tirso e Cucujães, durante quatro décadas, desde 1758 até 1798.
Faleceu em 30 de agosto de 1809 (77 anos), encontrando-se enterrado no claustro principal de Tibães.